# Асколи, Грациадио
Грациади́о Исайя А́сколи (итал. Graziadio Isaia Ascoli; 16 июля 1829 — 21 января 1907) — итальянский лингвист.

## Биография
Грациадио Исайя Асколи родился в италоговорящей еврейской семье в многонациональном городе Гориция, на тот момент входившем в состав Австро-Венгерской империи, на данный момент — Италии. Ещё ребёнком он выучил и другие языки, помимо итальянского, на которых говорили в городе: немецкий, фриульский и венетский.
Будучи автодидактом, он опубликовал первую важную работу по языкам Востока в 1854 г. В 1860 г. он был принят на должность профессора лингвистики в Научно-литературную Академию в Милане, где ввёл курсы сравнительной филологии, романских языков и санскрита.
Г. Асколи внёс значительный вклад в изучение семитско-индоевропейского языкового родства и был пионером изучения цыганских и кельтских языков. Составил первую систематическую классификацию итальянских диалектов.
Асколи состоял членом Высшего итальянского комитета по образованию, и множество итальянских филологических обществ избрало его почетным членом. Асколи был также членом-корреспондентом парижской «Académie des inscriptions et belles lettres» и берлинской, петербургской, венской и будапештской академий наук. В 1899 году Асколи был назначен пожизненным членом итальянского сената, a в 1906 году император Вильгельм II удостоил его высшего прусского ордена — Pour le Mérite.
Асколи также является автором субстратной теории, согласно которой формирование и изменение языков является результатом интерференции при переходе населения с одного языка на другой.
Грациадио Исайя Асколи умер 21 января 1907 года в городе Милане. В Гориции, родном городе учёного, есть улица, носящая его имя, на которой находится синагога.

## Работы
- La pasitelegrafia, Trieste, Tipografia del Lloyd Austraco, 1851
- «Del nesso ario-semitico. Lettera al professore Adalberto Kuhn di Berlino», Il Politecnico, том 21 (1864), с. 190—216
- «Del nesso ario-semitico. Lettera seconda al professore Francesco Bopp», Il Politecnico, vol. 22 (1864), с. 121—151
- «Studi ario-semitici», Memorie del Reale Istituto Lombardo, ст. II, том 10 (1867), с. 1-36